# Maria Gardfjell
Maria Gardfjell (1965) é uma política sueca. Desde 24 de setembro de  2018  Gardfjell serve como membro do Riksdag em representação do círculo eleitoral do condado de Uppsala.
Ela é bióloga e geocientista.